# 尼斯市政宫

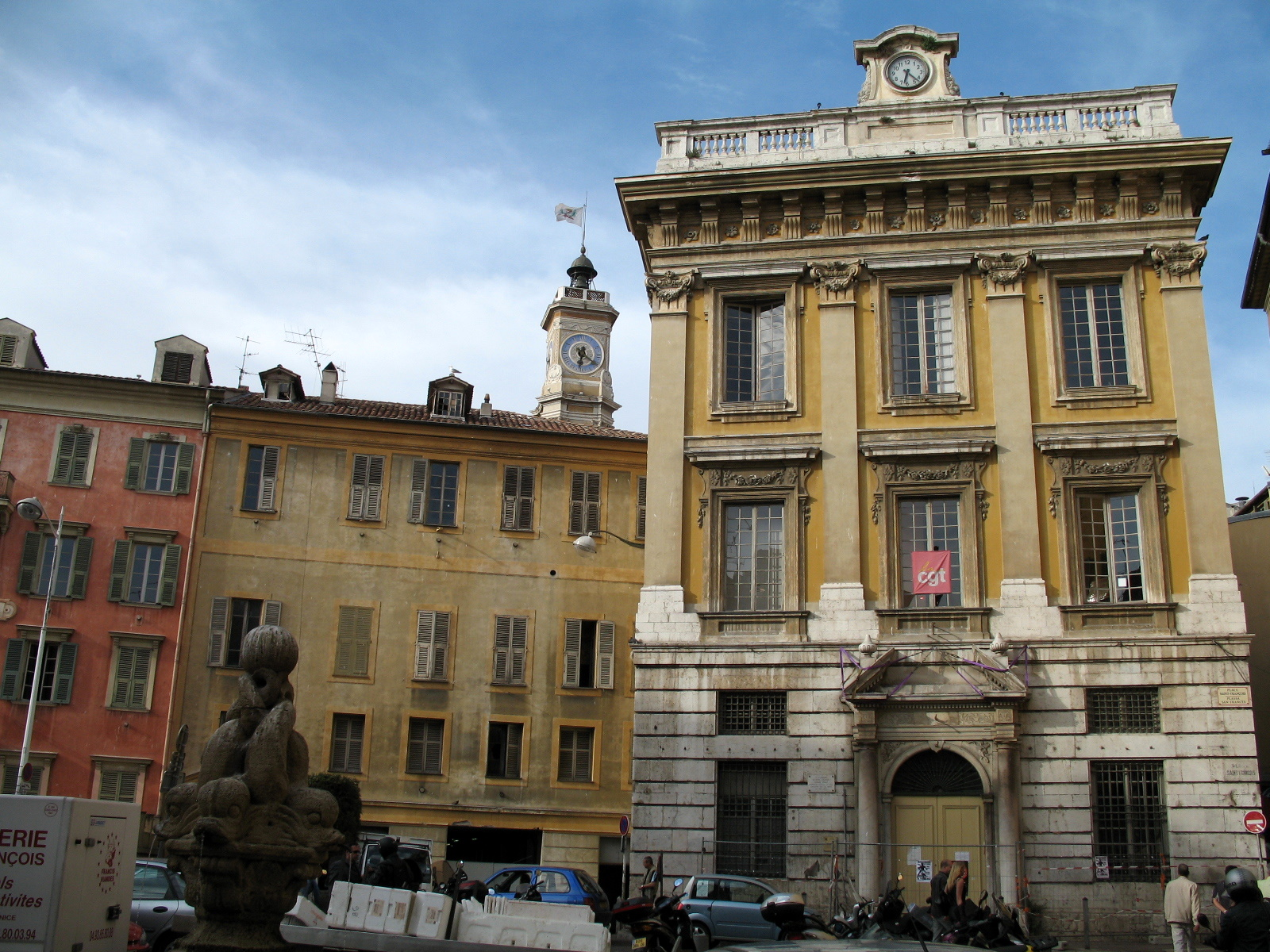

尼斯市政宫（Palais communal）是法国尼斯的一座历史建筑，最初为市政厅，位于尼斯老城中心的圣方济各广场（Place Saint-François）。
尼斯市政宫建于1574-1580年，巴洛克建筑风格，由建筑师Marc-Antoine Grigho和Ignazio Agliaudi di Tavigliano设计。1949年12月10日列为法国历史古迹。